# Jorge Racca
Jorge Óscar Racca (General Pico, 4 settembre 1971) è un ex cestista argentino con cittadinanza italiana.

## Carriera
Soprannominato "el Pampa", ha partecipato alle Olimpiadi di Atlanta 1996 con la Nazionale di pallacanestro dell'Argentina.

## Palmarès
- 1 Campionato argentino di pallacanestro - Olimpia  Venado Tuerto 1995-96
- 1 Liga Sudamericana - Olimpia  Venado Tuerto 1995-96
- 1 Oro XII Giochi panamericani - Argentina 1995
- Miglior giocatore del Campionato argentino di pallacanestro 1995-96, 1996-97